# Abralia
Abralia é um género de moluscos cefalópodes que compreende cerca de 20 espécies . Pertence à família Enoploteuthidae. Apresenta um corpo cilindrocónico. As 20 espécies conhecidas encontram-se no Oceano Atlântico, no Mediterrâneo e no Oceano Índico.

## Espécies
- Subgénero Abralia
  - Abralia armata
  - Abralia multihamata
  - Abralia renschi
  - Abralia spaercki
  - Abralia steindachneri
- Subgénero Asteroteuthis
  - Eye-flash Squid ou Abralia veranyi
- Subgénero Astrabralia
  - Abralia astrolineata
  - Abralia astrosticta
- Subgénero Enigmoteuthis
  - Abralia dubia
  - Abralia fasciolata
  - Abralia marisarabica
- Subgénero Heterabralia
  - Abralia andamanica
  - Abralia heminuchalis
  - Abralia robsoni
  - Abralia siedleckyi
  - Abralia trigonura
- Subgénero Pygmabralia
  - Abralia grimpei
  - Abralia redfieldi
  - Abralia similis